# Zafra
Zafra (titlul original: Zafra) este un film dramatic argentinian, realizat în 1958 de regizorul și producătorul Lucas Demare scenariul fiind semnat de Sixto Pondal Ríos având protagoniști pe Alfredo Alcón, Graciela Borges, Enrique Fava și Atahualpa Yupanqui. A fost selecționat pentru participare la 
 Festivalul de la Cannes.

## Conținut
Filmul este dedicat muncitorilor anonimi culegători de trestie de zahăr, care aveau o muncă grea, aproape de sclavi.

## Distribuție
- Alfredo Alcón - Damiano
- Graciela Borges - Teodora
- Enrique Fava
- José De Angelis
- Atahualpa Yupanqui - doctorul
- Ariel Absalón
- Domingo Garibotto
- Pedro Laxalt
- Luis Medina Castro
- Iris Portillo
- Romualdo Quiroga
- Félix Rivero
- Martha Roldán
- Rafael Salvatore
- Rossana Zucker